# MTV Day 2005
L'MTV Day 2005 (o MTV Day: E=mc² - Quando la massa è energia) si è tenuto a Bologna, dall'Arena Parco Nord il 17 settembre 2005. L'intera manifestazione è stata trasmessa in diretta da MTV a partire dalle 14:00 fino alla fine della giornata.

## L'evento
Proseguendo e approfondendo il discorso iniziato nel 2004 con l'MTV Day Live&Loud, questa edizione dell'evento è stato anche un appuntamento di riflessione attiva sugli 8 obiettivi di No Excuse. Il concerto è stato introdotto da un videomessaggio pre-registrato di Kofi Annan, segretario generale dell'Onu, che ha lanciato un appello contro la povertà estrema nel mondo.

## Performers
- Giuliano Palma and The Bluebeaters
- Le Vibrazioni
- Negramaro
- Negrita
- Planet Funk
- Sean Paul
- Subsonica
- Tiromancino
- Velvet